# Megasemum quadricostulatum
Megasemum quadricostulatum är en skalbaggsart som beskrevs av Ernst Gustav Kraatz 1879. Megasemum quadricostulatum ingår i släktet Megasemum och familjen långhorningar. Inga underarter finns listade i Catalogue of Life.